# Vilém Mikuláš Württemberský
Vilém Mikuláš vévoda Württemberský (německy Wilhelm Nikolaus Herzog von Württemberg) (20. července 1828 Carlsruhe, dnes Pokój, Polsko – 5. listopadu 1896 Meran) byl princ z vedlejší linie královské dynastie Württembergů a rakousko-uherský generál. Po nedokončených univerzitních studiích vstoupil v roce 1848 jako dobrovolník do rakouské armády a s ohledem na svůj původ rychle postupoval v hodnostech. Vyznamenal se statečností v několika válečných taženích (bitva u Magenty) a několik let mimo jiné sloužil v Praze jako velitel divize. V c. k. armádě dosáhl hodnosti polního zbrojmistra (1878) a v letech 1879–1881 zastával funkci guvernéra v Bosně a Hercegovině. Poté byl zemským velitelem ve východní Haliči (11. armádní sbor ve Lvově, 1881–1889) a ve Štýrsku (3. armádní sbor ve Štýrském Hradci, 1889–1891). V roce 1891 se stal následníkem trůnu ve Württemberském království, načež rezignoval na službu v rakousko-uherské armádě a přesídlil do Stuttgartu, kde se zapojil do veřejného života.

## Životopis

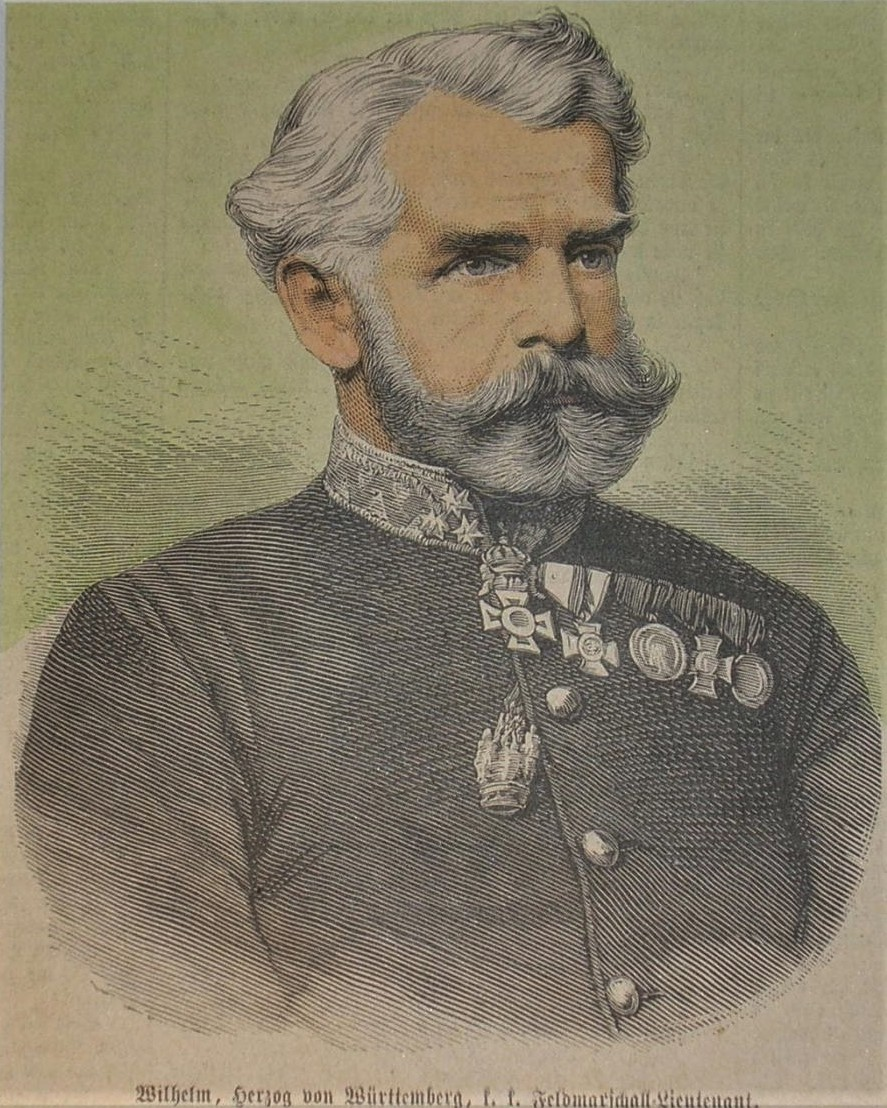
Polní podmaršál Vilém Mikuláš Württemberský (1878)

Pocházel z vládnoucí královské dynastie Württembergů, byl třetím synem vévody Evžena Württemberského (1788–1857) a jeho druhé manželky Heleny, rozené princezny z Hohenlohe-Langenburgu (1807–1880). Po otci měl příbuzenské vazby na ruskou carskou rodinu Romanovců, byl prasynovcem cara Pavla I., díky matce byl vzdáleně spřízněn s britskou královnou Viktorií. Narodil se na dnes již neexistujícím zámku Carlsruhe ve Slezsku (dnes Pokój v Polsku), který rodu Württembergů patřil od 18. století. Jeho kmotry byli württemberský král Vilém I. a ruský car Mikuláš I. Dětství strávil ve Švýcarsku, studoval gymnázium v Meiningenu a ve Vratislavi, poté pokračoval ve studiu na univerzitě v Bonnu a Ženevě. Mezitím v roce 1846 vykonal důstojnické zkoušky v pruské armádě, ale v roce 1848 vstoupil jako dobrovolník do rakouské armády a byl zařazen k 1. pěšímu pluku. V revolučních letech 1848–1849 bojoval v Itálii a vyznamenal se v bitvě u Novary, kde byl zraněn. Ještě během roku 1848 byl povýšen na poručíka a nadporučíka, díky přízni maršála Radeckého získal v roce 1849 hodnost kapitána. V roce 1853 byl povýšen na majora u 21. pěšího pluku posádkově příslušného do Chrudimi a jako podplukovník se v roce 1857 vrátil k 1. pěšímu pluku, s těmito regimenty sloužil u různých posádek v Itálii.

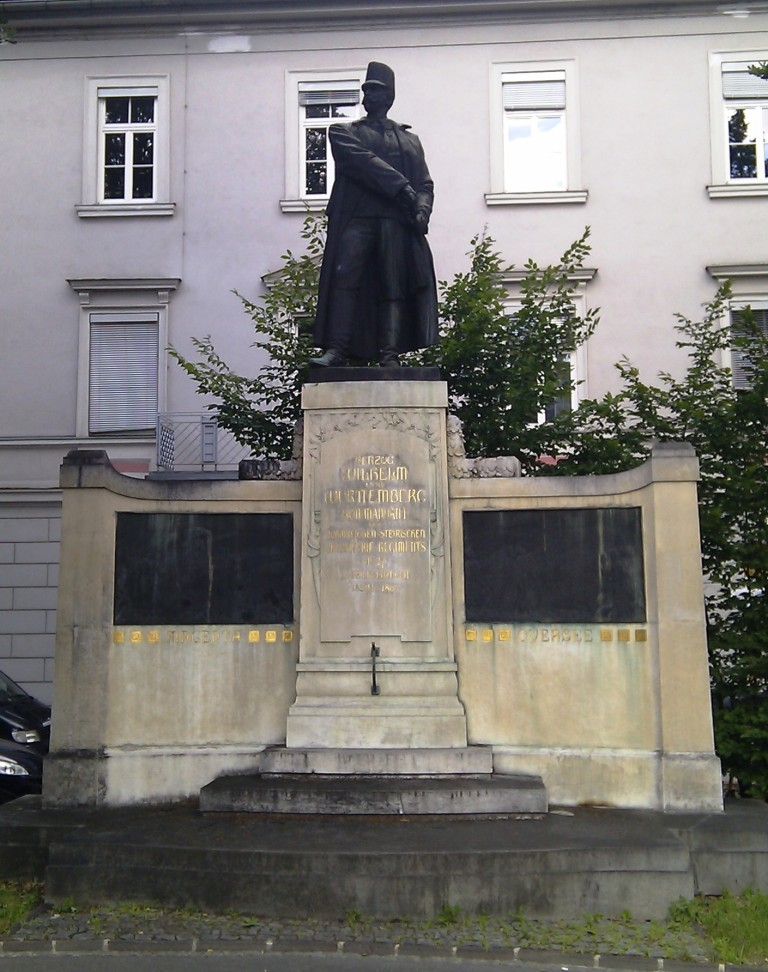
Socha Viléma Mikuláše Württemberského ve Štýrském Hradci

V roce 1859 dosáhl hodnosti plukovníka a převzal velení 27. pěšího pluku. Téhož roku bojoval ve válce se Sardinií, osobním nasazením se vyznamenal v bitvě u Magenty a poté se zúčastnil bitvy u Solferina. V letech 1860–1864 pobýval se svým plukem ve Štýrském Hradci a ve Vídni, v roce 1864 získal hodnost generálmajora a zúčastnil se dánsko-německé války, kde byl znovu zraněn. V letech 1864–1866 byl velitelem brigády ve Štýrském Hradci a v roce 1866 se zúčastnil prusko-rakouské války. Se svou brigádou byl přidělen k Severní armádě a bojoval ve východních Čechách, mimo jiné v bitvě u Hradce Králové. Po prohrané válce byl se svou brigádou přeložen do Terstu. V roce 1869 dosáhl hodnosti polního podmaršála a stal se velitelem 11. divize v Praze. V roce 1874 se vrátil do Terstu, kde přezvzal zemské velitelství pro oblast Istrie, respektive 7. pěší divize.
V roce 1878 byl jedním z vrchních velitelů rakousko-uherské armády určené pro okupaci Bosny a Hercegoviny. Téhož roku byl povýšen do hodnosti polního zbrojmistra a stal se velitelem 13. armádního sboru, později byl zástupcem velitele 2. armády. V listopadu 1878 byl jmenován guvernérem v Bosně a Hercegovině se sídlem v Sarajevu. Jeho okupační správa se vyznačovala značným úsilím ve zlepšení školství, administrativy, komunikací a bezpečnosti v zemi. Koncem roku 1880 požádal o uvolnění z funkce, formálně byl odvolán v dubnu 1881. Stal se poté zemským velitelem pro východní Halič a Bukovinu se sídlem v Lembergu, respektive od roku 1883 11. armádního sboru. Nakonec v letech 1889–1891 velel 3. armádnímu sboru ve Štýrském Hradci.
V roce 1891 se po úmrtí svého vzdáleného bratrance Karla I. Württemberského (1823–1891) stal jako nejbližší příbuzný nového krále Viléma II. (1848–1921) stal prvním v následnické linii (i když byl o dvacet let starší a neměl potomstvo). V důsledku toho požádal o uvolnění ze služební poměru v rakousko-uherské armádě a přesídlil do Stuttgartu, kde se začal aktivně věnovat záležitostem Württemberského království. Zemřel v Meranu v roce 1896 na následky zdravotních komplikací z několika dávných válečných zranění. V Meranu je také pohřben na evangelickém hřbitově.
V přestávkách mezi aktivní službou absolvoval několik cest po Evropě i v zámoří. V roce 1851 inkognito vykonal cestu do Řecka a Turecka, v roce 1858 navštívil Francii, Itálii a Spojené království. V roce 1865 cestoval po jižní Evropě a severní Africe a po válce v roce 1866 odjel do USA, kam jej přivedl zájem o bojiště americké občanské války.
Jeho památku připomíná socha v nadživotní velikosti ve Štýrském Hradci na náměstí Gorbachplatz. Podstavec sochy zdobí plastické reliéfy vyobrazení bitev z let 1859 a 1864, jichž se vévoda Vilém zúčastnil.

## Tituly a ocenění

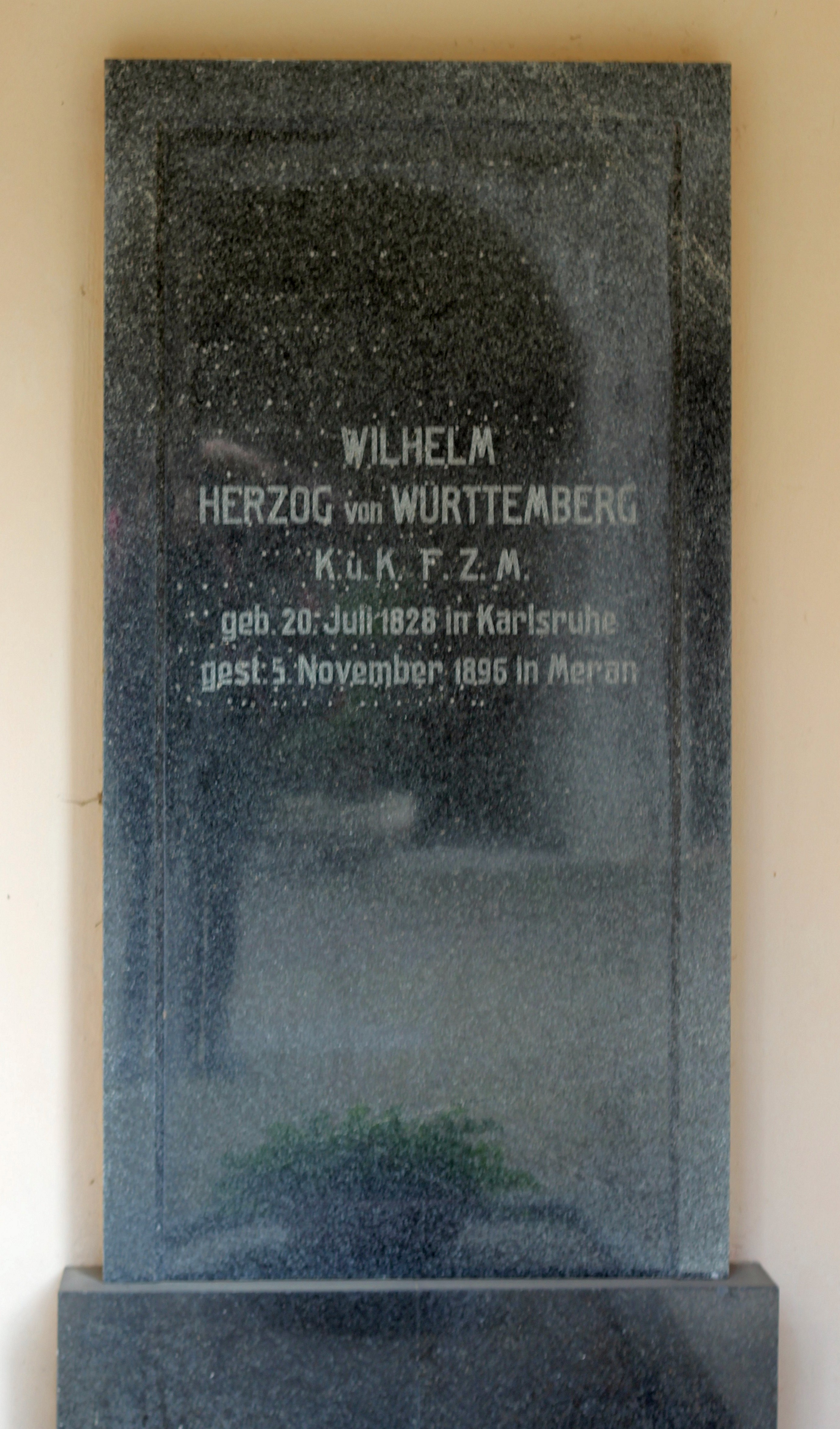
Hrob vévody Viléma Württemberského v Meranu

Od narození užíval jako příslušník württemberské královské rodiny titul vévody s nárokem na oslovení Jeho královská Výsost (Seine königliche Hoheit). Jako královský princ byl automaticky členem horní komory württemberského zemského sněmu, jejího zasedání se aktivně zúčastnil až po roce 1891 po návratu z rakousko-uherských vojenských služeb. Od roku 1865 byl čestným majitelem pěšího pluku č. 73 dislokovaného v Praze. Po návratu do Württemberska obdržel čestnou hodnost generála pěchoty v německé armádě (1891) a stal se čestným majitelem dvou pluků pěchoty. Mimo jiné byl čestným členem C. k. zeměpisné společnosti ve Vídni. Během vojenské služby obdržel řadu vyznamenání v Rakouskou-Uhersku i od zahraničních panovníků.

### Rakousko-Uhersko
- velkokříž Královského uherského řádu svatého Štěpána (1891)[28]
- velkokříž Leopoldova řádu s válečnou dekorací (1881)[29]
- Řád železné koruny I. třídy s válečnou dekorací (1879)
- komandérský kříž Leopoldova řádu (1864)
- rytířský kříž Řádu Marie Terezie (1859)[30][31][32]
- Řád železné koruny II. třídy s válečnou dekorací (1859)
- rytířský kříž Leopoldova řádu (1849)
- Vojenský záslužný kříž
- Vojenská záslužná medaile

### Zahraničí
- rytíř Domácího řádu věrnosti (Bádensko, 1893)
- rytíř Řádu Bertholda I. (Bádensko, 1893)
- rytíř Řádu sv. Huberta (Bavorsko, 1892)
- velkostuha Leopoldova řádu (Belgie, 1881)
- velkokříž Řádu červené orlice (Německé císařství, 1876)
- Pour le Mérite (Prusko, 1864)
- velkokříž Sasko-ernestinského domácího řádu (Sasko, 1860)
- velkokříž Řádu Jindřicha Lva (Brunšvicko, 1860)
- komandér Leopoldova řádu (Belgie, 1859)
- velkokříž Řádu Fridrichova (Württembersko, 1842)
- velkokříž Řádu württemberské koruny (Württembersko, 1848)
- Vojenský záslužný řád (rytíř 1849, komandér 1859, nositel velokříže 1878) (Württembersko)
- rytířský kříž Řádu svatého Alexandra Něvského (Rusko)
- Řád Osmanie I. třídy (Osmanská říše)
- velkokříž Řádu Františka I. (Itálie)
- velkokříž Řádu knížete Danila I. (Černá Hora)